# Montesilvano

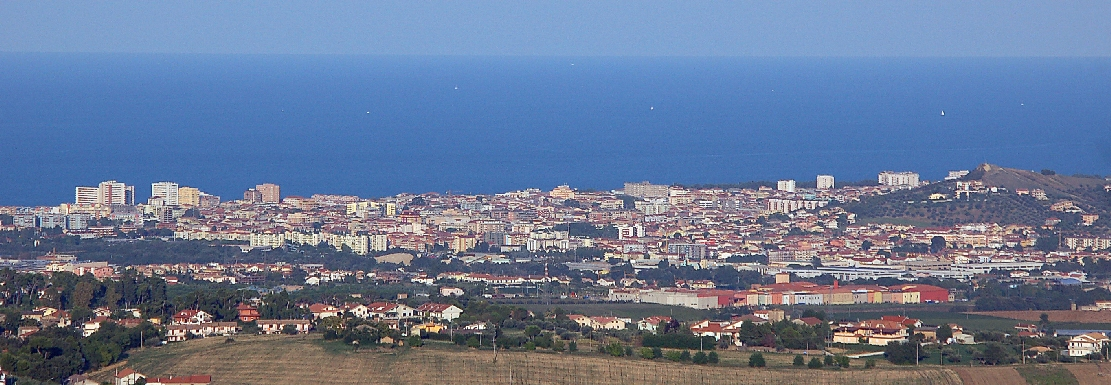

Montesilvano is een stad in de Italiaanse regio Abruzzen, in de provincie Pescara.
De aan de Adriatische Zee gelegen stad vormt samen met Pescara een aaneengesloten agglomeratie. De plaats bestaat uit twee delen: het oudere hoger gelegen Montesilvano Monte en het nieuwe dichtbevolkte Montesilvano Spiaggia aan zee. Na de Tweede Wereldoorlog is de plaats, dankzij de brede zandstranden, uitgegroeid tot een van de belangrijkste toeristische centra van de Abruzzen.
In 1114 wordt de plaats voor het eerst vermeld in een brief van Rogier II van Sicilië. Hierin vernoemt hij de, inmiddels niet meer bestaande, kerk San Quirico. De naam Montesilvano duikt voor het eerst op in 1140 in een beschrijving van het Bisdom van Penne. Montesilvano is pas in de 20e eeuw echt gaan groeien. In 1948 telde het slechts 4500 inwoners. In de jaren zestig openden de eerste hotels hun deuren, waarna het in een stroomversnelling raakte. In 1989 werden er stadsrechten aan Montesilvano toegekend.